# Super-Adaptoïde
Le Super-Adaptoïde (Adaptoid) est un super-vilain évoluant dans l'univers Marvel de la maison d'édition Marvel Comics. Créé par le scénariste Stan Lee et les dessinateurs Jack Kirby et Gene Colan, le personnage de fiction apparaît pour la première fois dans le comic book Tales of Suspense (vol. 1) #82 en octobre 1966.
Il est le fondateur des « Heavy Metal », un groupe de super-vilains robotiques.

## Biographie du personnage
Dans le but de s'opposer à Captain America, l'organisation criminelle AIM créa le Super-Adaptoïde en insérant une portion du Cube cosmique dans un corps artificiel. Le Super-Adaptoïde réussit à s'approcher des Vengeurs et à dupliquer leurs pouvoirs et s'échappa, pensant avoir tué sa cible.
Après un combat contre les X-Men, il est retrouvé et détruit par Iron Man. Il est par la suite reconstruit et tente de prendre sa revanche sur le Vengeur doré, mais est battu par Captain Mar-Vell qui le force à dupliquer le pouvoir de ses néga-bracelets (qui ouvrent un portail sur la Zone négative). Il échoue alors dans cette dimension.
Des années plus tard, le Super-Adaptoïde est utilisé par Blastaar et Annihilus contre les Quatre Fantastiques. Il est battu, désactivé et stocké au manoir des Vengeurs. Le Fixer le retrouve quand les Maîtres du mal s'emparent du bâtiment. À sa réactivation, il s'échappe et en profite pour dupliquer les pouvoirs de Mentallo (en).
Il crée l'équipe de super-vilains robotiques Heavy Metal et ceux-ci attaquent les Vengeurs, mais sont battus. Mais cette attaque était en fait une ruse du Super-Adaptoïde pour attirer Kubik (en), un Cube cosmique intelligent, afin de dupliquer son pouvoir et devenir tout puissant. Le Super-Adaptoïde réussit mais Captain America parvient à désactiver l’androïde.
Au cours de sa carrière, le super-vilain affronta aussi Hulk et les Heroes for Hire.
Récemment, on revoit le Super-Adaptoïde dans l'espace où il tente de détruire le nouveau Quasar, Dragon-lune et Adam Warlock. L’androïde est reprogrammé par la Phalanx, une race techno-organique hostile lancée dans la conquête de la galaxie Kree (dans le crossover Conquest). On ne sait pas réellement s'il s'agit du Super-Adaptoïde terrestre, mais cette version est capable de copier les pouvoirs des bracelets quantiques de Quasar.

## Pouvoirs et capacités
Le Super-Adaptoïde est un androïde, une construction artificielle faite de matière instable possédant un petit éclat de Cube cosmique. Il est capable de copier les pouvoirs de ses adversaires. Il doit se trouver à moins de 3 mètres de ses cibles et les regarder avec ses scanners optiques.
- Son intelligence artificielle très développée lui permet de conserver indéfiniment les données de pouvoirs d'une dizaine d'individus. Il a notamment conservé ses données sur les Vengeurs, ses principaux ennemis. Il peut utiliser jusqu'à trois types de pouvoirs différents en même temps. On l'a déjà vu utiliser les pouvoirs suivants : génération de feu, diminution ou accroissement de la taille et de la force, tir à l'arc, intangibilité, utilisation de bouclier et d'épée, etc.
- Les équipements spéciaux (arc, marteau) et les vêtements peuvent être générés à partir de sa propre masse.
- Il n'a pas besoin de se nourrir, ou de respirer.
- Il peut aussi imiter l'apparence et la voix d'une cible à la perfection, trompant même les détecteurs.

## Heavy Metal
Heavy Metal (en) est un groupe de super-vilains robotiques formé par le Super-Adaptoïde. L'équipe apparaît pour la première fois dans Avengers #288 en 1988.
Le Super-Adaptoïde a créé ce groupe dans le but de gagner le pouvoir du Cube cosmique. Après avoir volé les connaissances en informatique et en technologie du Fixer, le Super-Adaptoïde retrouva et reprogramma Andy pour qu'il devienne son serviteur. Mais le duo fut battu par les Vengeurs. Il promit alors d'aider Machine Man à retrouver Jocaste si ce dernier l'aidait. Ils partirent au Texas et y retrouvèrent le corps de Sentry 459, un robot Kree, puis gagnèrent le contrôle de la gigantesque Sentinelle TESS-One (en).
Membres
- Super-Adaptoïde
- Andy l'androïde (création du Penseur Fou).
- Machine Man
- Sentry 459
- TESS-One